# Burn the Witch
Burn the Witch – piosenka i trzeci singel z czwartego albumu amerykańskiego zespołu rockowego Queens of the Stone Age zatytułowanego Lullabies to Paralyze. Duża część jej tekstu jest zgodna z ponurym, folklorystycznym motywem płyty. Piosenka wyróżnia się w dyskografii zespołu większymi wpływami muzyki blues, głównie dzięki gościnnemu udziałowi Billy'ego Gibbonsa z ZZ Top, który zagrał na gitarze i zaśpiewał chórki. W "Burn the Witch" jest zauważalny kontrast pomiędzy falsetem Josha Homme'a, a barytonem Gibbonsa oraz Marka Lanegana. Po tym, jak Mark Lanegan przestał współpracować z Queens of the Stone Age, na koncertach zamiast niego w piosence śpiewa reszta zespołu. Remiks piosenki wykonany przez UNKLE znalazł się na ścieżce dźwiękowej do filmu Piła II, zaś oryginalna wersja była użyta w zwiastunie czwartego sezonu serialu Czysta krew.

## Lista piosenek
1. "Burn the Witch" (Castillo, Homme, van Leeuwen) - 3:38
2. "No One Knows" [live] (Homme, Lanegan) - 7:49
3. "Make It wit Chu|I Wanna Make It wit Chu" [live] (Homme, Johannes, Melchiondo) - 4:29
4. "Monsters in the Parasol" [live] (Homme, Lalli) - 4:34
5. "Burn the Witch" [multimedia track] (Castillo, Homme, Van Leeuwen) - 5:38

- Wszystkie wykonania na żywo są wzięte z płyty DVD Over the Years and Through the Woods.

## Skład
- Joe Barresi - producent, inżynier, miksowanie[1]
- Josh Homme - producent, śpiew, gitara basowa
- Troy van Leeuwen - gitara hawajska
- Joey Castillo - perkusja
- Alain Johannes - gitara, inżynier
- Mark Lanegan - śpiew
- Billy Gibbons - gitara wiodąca, śpiew
- Liam Lynch - producent i reżyser teledysku

## Teledysk
W teledysku pojawili się: Josh Homme, Brody Dalle, Troy Van Leeuwen, Joey Castillo, Chris Goss, Wendy Rae Fowler, Jesse Hughes, Alain Johannes, Natasha Shneider, Billy Gibbons i Serrina Sims.